# 西兵庫信用金庫

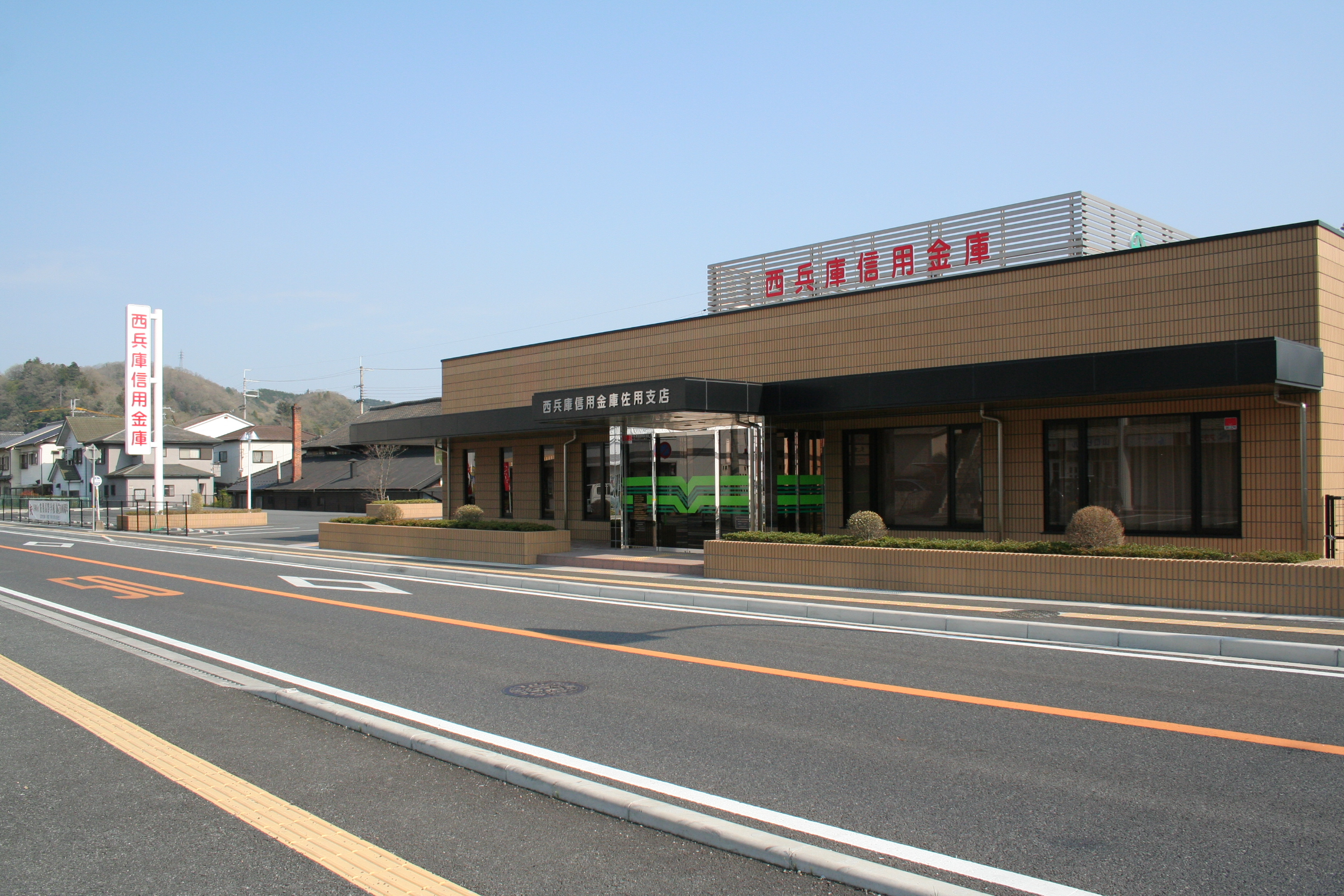
佐用支店（2009年4月）

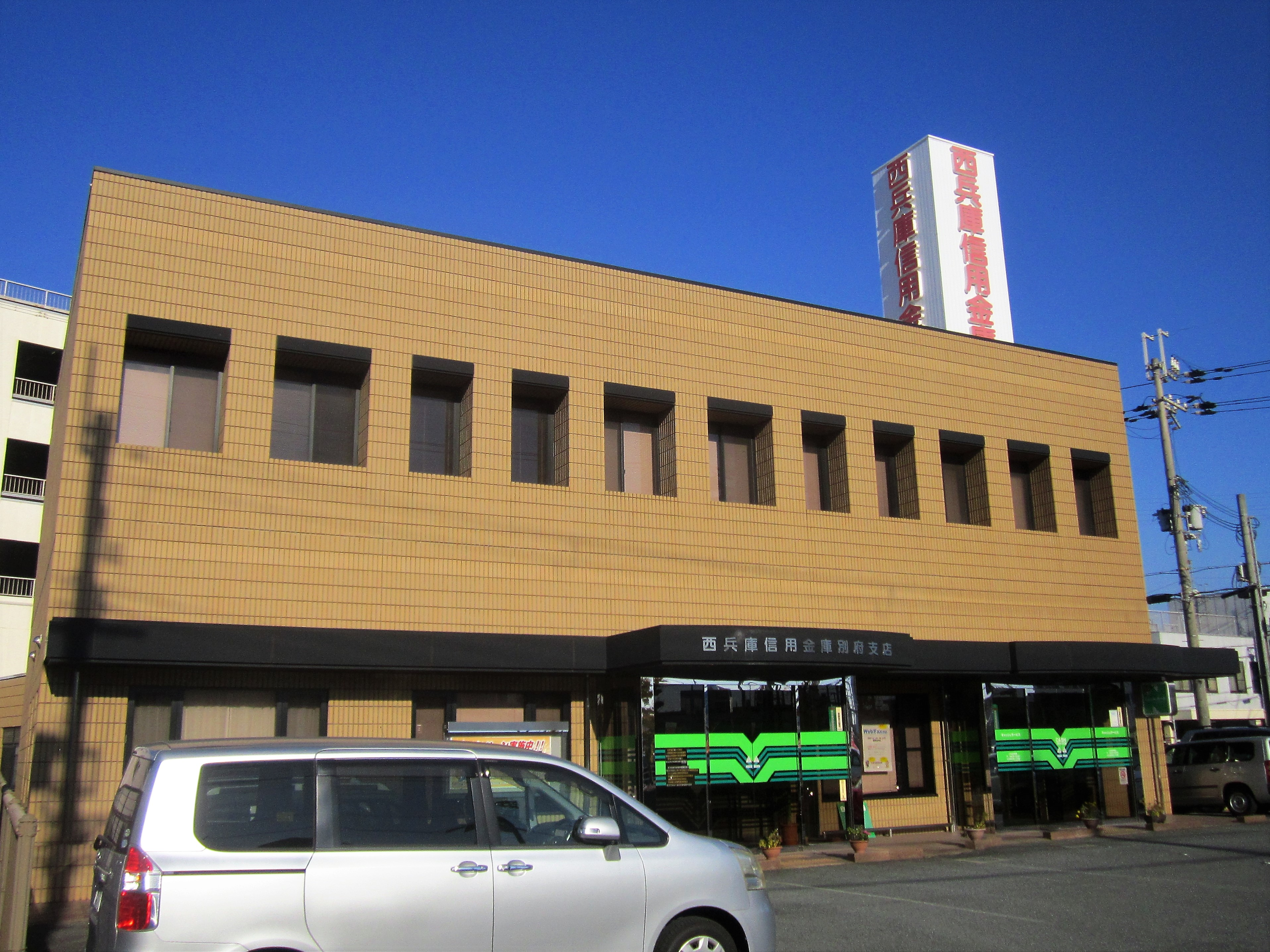
別府支店（2020年12月5日）

西兵庫信用金庫（にしひょうごしんようきんこ）は、兵庫県宍粟市山崎町に本店を置く信用金庫。「にししん」という愛称で呼ばれ、親しまれている。本店所在地である宍粟市から指定金融機関として指定を受けている。

## 沿革
- 1948年8月 保証責任山崎信用組合として設立。
- 1949年12月 市街地信用組合法に基づき、山崎信用組合に改組。
- 1950年4月 中小企業等協同組合法に基づき、改組。
- 1951年8月 宍粟信用組合に改称。
- 1951年12月 信用金庫法に基づき、「宍粟信用金庫」となる。
- 1972年12月 西兵庫信用金庫に改称。
- 2000年12月 山崎町(現宍粟市山崎町)の指定金融機関業務取扱開始。
- 2024年3月 にししんまちづくりファンド設立

## 店舗
西播磨エリア
- 営業区域:宍粟市、佐用町、太子町、たつの市、相生市、上郡町、赤穂市
  - 本店営業部
  - 千種支店
  - 上野支店
  - 一宮支店
  - 新宮支店
  - 太子支店
  - 龍野支店
  - 相生支店
  - 佐用支店

中播磨エリア
- 営業区域:姫路市、福崎町
  - 安富支店
  - 姫路支店
  - 姫路北支店
  - 高岡支店
  - 勝原支店
  - 京口支店
  - 夢前支店
  - 林田支店
  - 姫路中央支店
  - 飾磨支店
  - 大津支店
  - 別所支店
  - 網干支店

東播磨エリア
- 営業区域:高砂市、加古川市、播磨町、稲美町、明石市、神戸市西区
  - 高砂支店
  - 加古川支店
  - 加古川北支店
  - 別府支店
  - 土山支店